# Goubkine
Goubkine (en russe : Губкин) est une ville minière de l'oblast de Belgorod, en Russie. Sa population s'élevait à 86 229 habitants en 2020.

## Géographie
Goubkine est arrosée par la rivière Oskolets et se trouve à 102 km au nord-est de Belgorod et à 498 km au sud de Moscou.

## Histoire
La ville est fondée dans les années 1930 à l'emplacement du village de Korobkovo pour exploiter le gisement de fer connu sous le nom d'anomalie magnétique de Koursk. Elle tient son nom du géologue Ivan Goubkine à l'origine de la découverte de l'anomalie magnétique. La localité reçoit le statut de commune urbaine en 1939 et celui de ville en 1955.

## Population
Recensements ou estimations de la population
| 1939* | 1959*  | 1970*  | 1979*  | 1989*  | 2002*  |
| ----- | ------ | ------ | ------ | ------ | ------ |
| 400   | 21 333 | 54 074 | 65 140 | 73 848 | 86 083 |

| 2010*  | 2012   | 2013   | 2014   | 2015   | 2016   |
| ------ | ------ | ------ | ------ | ------ | ------ |
| 88 560 | 88 106 | 87 556 | 87 896 | 87 405 | 87 083 |

| 2017   | 2018   | 2019   | 2020   | - | - |
| ------ | ------ | ------ | ------ | - | - |
| 86 999 | 86 780 | 86 422 | 86 229 | - | - |

## Économie
La principale activité économique est l'extraction et le concassage du minerai de fer, par l'entreprise OAO Lebedinski gorno-obogatitelny kombinat (ОАО Лебединский горно-обогатительный комбинат). En 1975, il était extrait près de 30 millions de tonnes de minerai de fer dans des exploitations généralement à ciel ouvert faisant partie de l'anomalie magnétique de Koursk.

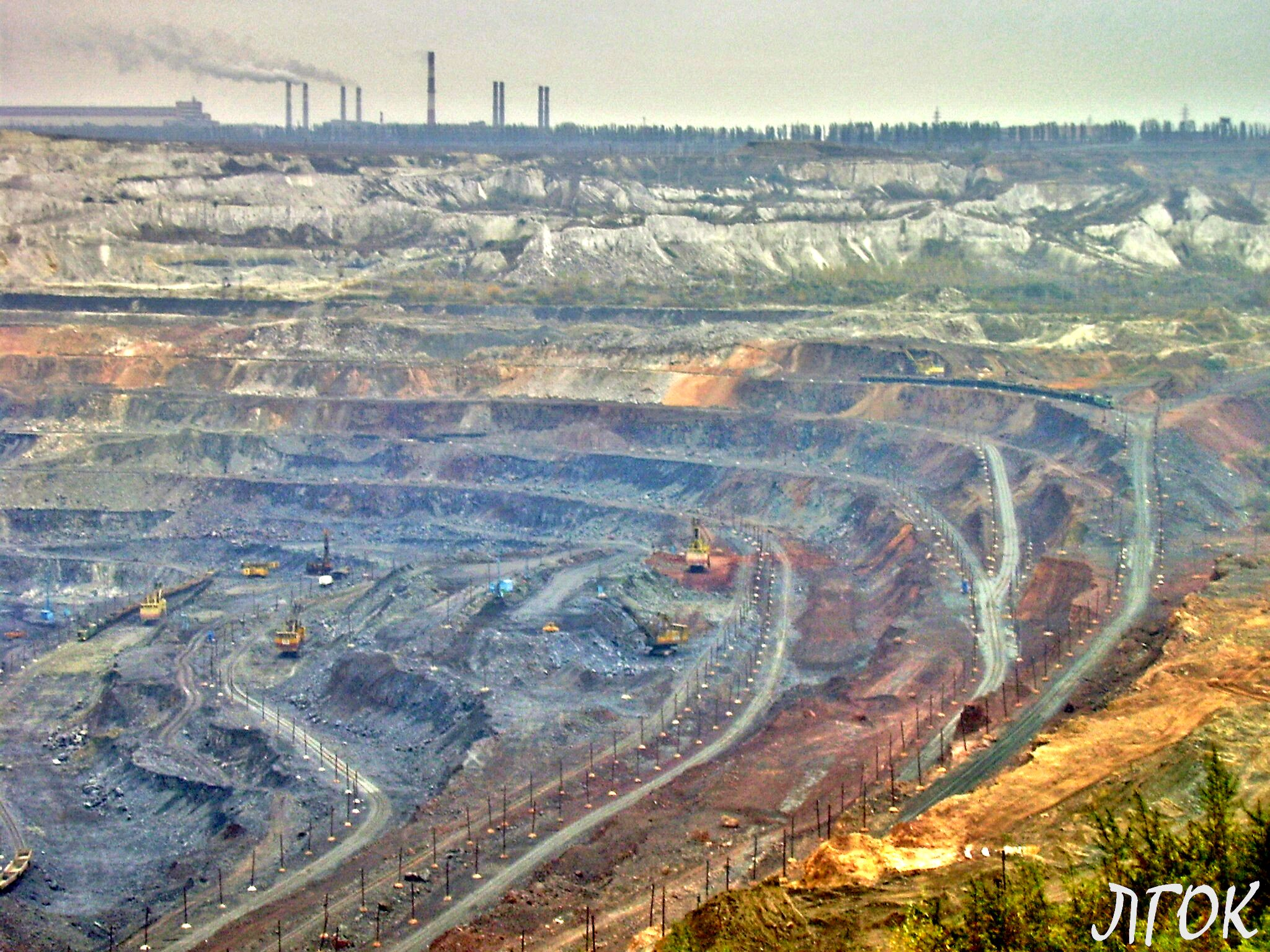
LGOK : mine de fer.